# ميلبورن (كيبك)
ميلبورن (بالإنجليزية: Melbourne, Quebec)‏ هي بلدية محلية في كيبيك تقع في كندا في Le Val-Saint-François Regional County Municipality. يقدر عدد سكانها بـ 1,004 نسمة ومساحتها 173.70 كم2 .